# Арвідс Рекіс
Арвідс Рекіс (латис. Arvīds Reķis; 1 січня 1979, м. Юрмала, СРСР) — латвійський хокеїст, захисник. 
Виступав за «Ейре Оттерс» (ОХЛ), «Індіанаполіс Айс» (КХЛ), «Пеорія Рівермен» (ECHL), «Вустер Айскетс» (АХЛ), «Аугсбург Пантерс», ХК «Рига 2000», «Гріззлі Адамс Вольфсбург», «Динамо» (Рига).
У Континентальній хокейній лізі — 172 матча (3+13), у Кубку Гагаріна — 6 (0+1). В Американській хокейній лізі — 21 (0+3). У чемпіонаті Німеччини — 576 (47+108).
У складі національної збірної Латвії учасник зимових Олімпійських ігор 2006, 2010 і 2014 (14 матчів, 0+0), учасник чемпіонатів світу 2003, 2004, 2006, 2007, 2008, 2010 і 2011 (41 матч, 3+3). У складі молодіжної збірної Латвії учасник чемпіонату світу 1999 (група B). У складі юніорської збірної Латвії учасник чемпіонату Європи 1995 (група C1).